# Dom Mintoff
Dominic "Dom" Mintoff, född 6 augusti 1916 i Cospicua (även känt som Bormla), Malta, död 20 augusti 2012 i Tarxien, var en maltesisk politiker. Han var landets premiärminister under kolonialtiden 1955–1958 och på nytt efter självständigheten 1971–1984. Han var partiledare för Partit Laburista 1949–1984. Mintoff var även verksam som journalist och arkitekt.
Dom Mintoff dog exakt två veckor efter att han fyllt 96.